# Kąty Rybackie

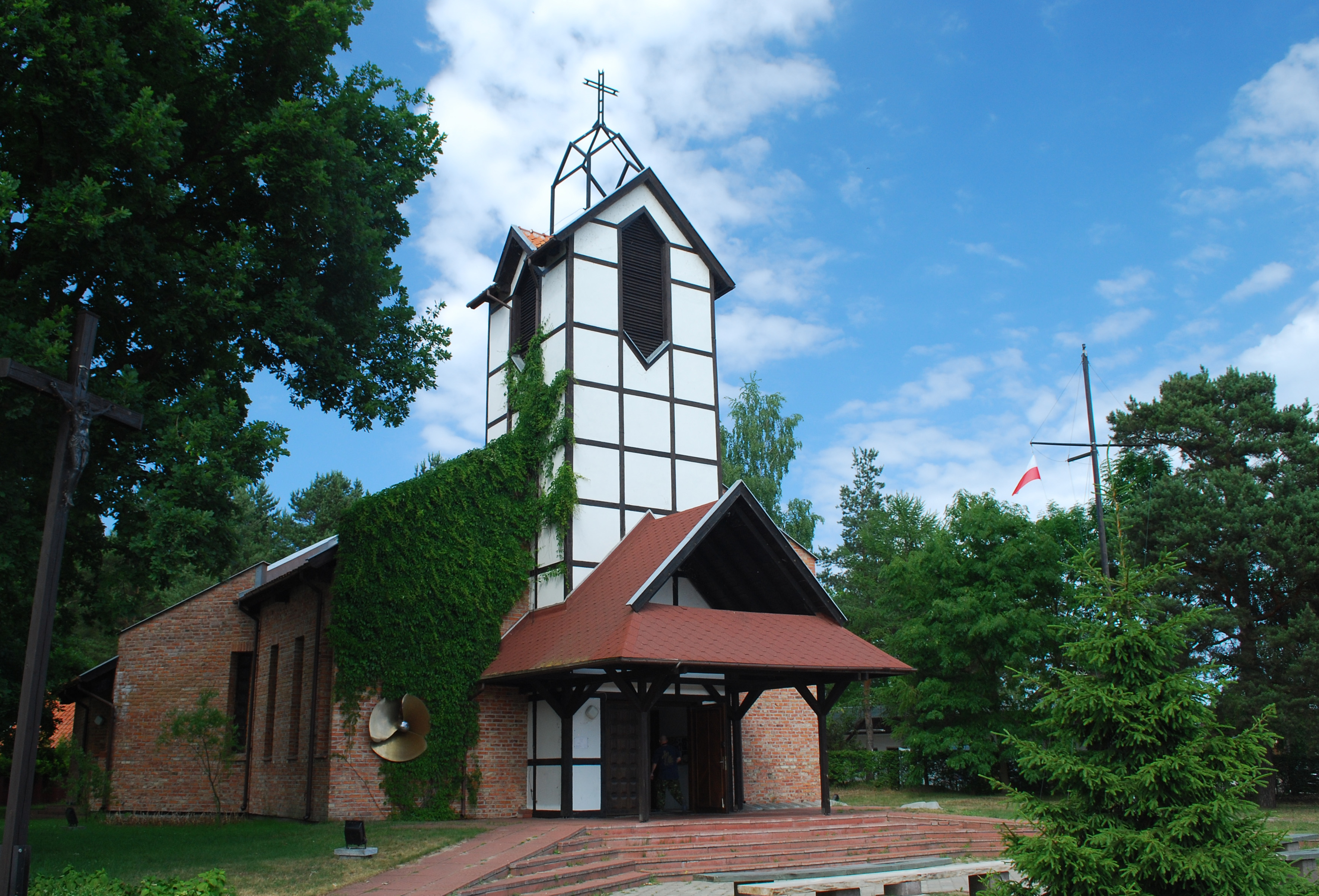
Kirche St. Markus

Kąty Rybackie [ˌkɔntɨ rɨˈbat͡skʲɛ] (deutsch Bodenwinkel) ist ein Dorf im Norden Polens in der Gmina Sztutowo (Stutthof) im Powiat Nowodworski (Tiegenhof), Woiwodschaft Pommern. Kąty Rybackie hat 707 Einwohner.

## Geographie
Kąty Rybackie liegt am Fuß (südlichen Ende) der Frischen Nehrung. Im Süden/Südosten grenzt der Ort an das Frische Haff. Nachbarorte sind im Uhrzeigersinn: Skowronki im Osten auf der Nehrung, Kobyla Kępa im Süden/Südwesten und Sztutowo (Stutthof) im Westen. Im Norden grenzt der Ort an die ausgedehnten Waldflächen der Nehrung.

## Geschichte
Von 1466 bis 1773 gehörte der Ort zu Preußen Königlichen Anteils unter dem polnischen König, kam dann zu Preußen und mit diesem 1871 zum Deutschen Reich. Von 1920 bis 1939 gehörte Bodenwinkel zur Freien Stadt Danzig. 1945 fiel der Ort an Polen.

## Sehenswürdigkeiten

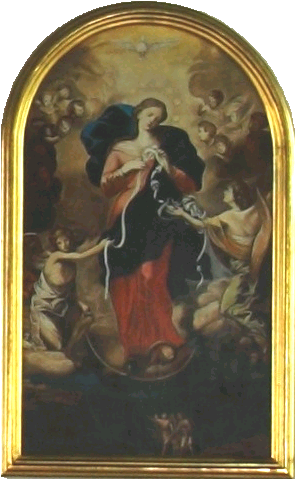
Maria Knotenlöserin in St. Markus

- Kirche St. Markus mit dem Gnadenbild der Maria Knotenlöserin

## Haff-Museum
Das Haff-Museum (polnisch Muzeum Zalewu Wiślanego) ist eine Außenstelle des Danziger Nationalen Maritimen Museums. Das Museum dokumentiert das traditionelle Fischerleben im Ort. Das Museum geht auf die Bootswerkstatt von Heinrich Schmid zurück. Als der Ort nach 1945 polnisch wurde, durfte dieser nicht wie der Großteil der Bewohner der Region seine nunmehr polnische Heimat verlassen, sondern musste bleiben und den polnischen Neusiedlern Kenntnisse und Fähigkeiten vermitteln. Sein Sohn durfte 1972 in die Bundesrepublik ausreisen und schenkte dem Danziger Museum die Bootswerkstatt, die auf diese Weise erhalten blieb.

### Sammlung
Im Haff-Museum sind mehrere für die Brackwasserregion des Frischen Haffs typische Boote ausgestellt. Dazu gehören hochbordige Barkassen, die bis in die 1970er für den Fischfang eingesetzt wurden. Einen anderen Typ stellen Bünnboote, einer Art Sacknetzboote dar, die vermutlich geschichtlich von Flussschiffen abstammen. Diese wurden mit einem Tank für lebende Fische ausgestattet, der sogenannten Bünn. Ein weiterer für das Frische Haff typische Bootstyp ist die Lomme. Im Museum ist auch ein zum Eisfischen eingesetztes Schiff ausgestellt. Neben Booten sind im Museum eine Vielzahl von Fanggerätschaften aus.